# 팔관회
팔관회는 통일 신라ㆍ고려 시대에 해마다 토속신에게 제사를 지내던 의식이다. 음력 10월 15일은 서경에서, 11월 15일은 중경에서 팔관회를 지냈다. 술, 다과와 놀이를 즐기고 나라와 왕실의 안녕을 빌었다.
팔관회는 562년에 팔관지법(八關之法)을 둔 것이 처음이다. 그 후 전사한 병사들을 위하여 외사(外寺)에서 열린 때도 있듯이 처음에는 각 사원을 중심으로 개설되었지만 고려 때에는 국가 행사로 바뀌었다.
고려 태조 때 중요성이 강조되어 성종(成宗) 때를 제외하고는 연등회와 함께 국가의 2대 의식의 하나가 되었다.
팔관회는 음력 11월 15일과 음력 10월에 개경과 서경에서만 행했는데, 불교적인 색채는 거의 띠지 않았고, 천령(天靈) · 5악(五岳) · 명산(名山) · 대천(大川) · 용신(龍神) 등 토속신에게 제사지내는 의식으로 소회일(小會日)과 대회일(大會日)이 있어 많은 의식과 하례(賀禮)가 있었고, 무역도 행해졌다 한다. 고려 왕조를 통하여 여러 변화를 보였으나 국가 최고의 의식으로 계속되었다.
조선 왕조가 건국되자 배불정책(排佛政策)에 따라 철폐되었다.

## 신라의 팔관회

### 신라 팔관회의 성격
팔관회란 불교의 계율인 팔계수행을 목적으로 하는 불사의식(佛事儀式)이다. 즉, 근본 5계인 불살생(不殺生) · 불투도(不偸盜) · 불망어(不妄語) · 불음주(不飮酒)에다 부좌고대광상(不坐高大廣床) · 부착화만영락 · 불습가무희악(不習歌舞戱樂)을 지켜 행하려는 종교적인 의식이며, 윤리적 덕목으로 삼아야 할 것을 매월 7일 · 15일에 포살(布薩) · 설경(說經)하는 것이다. 이러한 종교적인 행사가 신라에서는 중국의 양무제(재위 502-549)때에 이룩된 무차대회(無遮大會)의 형식을 넘어서 전몰자의 위령제로 변용되게 되었다.
신라 팔관회의 시원은 백고좌법회와 같이 고구려의 승려 혜량이 신라에 귀화한 진흥왕 12년(551)부터 비롯된다. 즉, 진흥왕은 전몰장병을 위하여 팔관법회를 외사(外寺)에 베풀어 7일 동안이나 행하였다는 기사가 《삼국사기》의 〈신라본기〉 제4 진흥왕조에 보인다.
신라는 영토를 확장하기 위하여 고구려와 백제를 항상 침공하였다. 이때 무수한 신라 장병들이 전몰하였음은 두말할 나위도 없다. 이 전몰장병의 추모를 위하여 팔관회 의식이 호국적이고 군사적인 행사로 변용된 것이다.
더욱이 자장(慈藏)이 선덕여왕 12년(643)에 귀국하여 황룡사에 9층탑을 세우기를 간청하였는데, 그 탑은 국방적이고 호국을 상징하는 탑이었다. 이 탑이 이룩된 이후 팔관법회를 황룡사에서 개설하여 이웃 9개국이 신라에 조공을 바칠 것을 널리 알렸으며, 이 탑으로 말미암아 신라는 영원히 안위할 것을 선포하였다.
이처럼 신라의 팔관법회는 불교적인 팔계수행을 덕목으로 삼는 데 그친 것이 아니라 국가 수호와 전몰 장병을 위한 위령제 형식이 가미된 것이었다. 또한 신라 팔관회는 10월에 개최 · 실시되었는데, 이것은 고대의 한국에서 10월을 중히 여겼던 것과 마찬가지로 민족 고유의 무속적(巫俗的)인 일면도 저버리지 않고 불교와 호국, 장병 위령을 위한 것이 복합적으로 습용(襲用)된 신라 의식의 하나였다.

### 신라 팔관회의 의식
신라의 팔관회(八關會)는 하늘을 섬기고 명산대천(名山大川)의 용신(龍神)을 섬기는 고풍(古風)으로 선랑(仙郞) · 국선(國仙) · 선가(仙家)가 주재하였다. 이 팔관회 의식에서는 국선이 가무를 아뢰어 용천(龍天)을 환열(歡悅)시켜 복을 비는 제도였기 때문에 백희가무(百戱歌舞)를 성히 하였다. 신라 진흥왕 때에 생겨서 숭상받은 국선 또는 화랑(花郞)은 팔관회와 더불어 고려 때에도 성행하다가 고려 예종 때부터 점점 쇠퇴하였다.

## 고려의 팔관회

### 고려 팔관회의 성격
고려 태조 왕건(王建)도 신라의 전례를 답습하여 매년 11월에 팔관회를 시설하였다. 이 법회가 고려가 멸망할 때까지 일률적으로 이루어진 것은 아니나, 성대한 국가적 행사로 거행되었다. 고려 팔관회도 신라나 후삼국의 영향을 받아 호국사상이라든가 미륵신앙 등의 고대적 종교제례(宗敎祭禮) 형식이 가미되었다.
고려의 팔관회는 궐내와 사찰에서 베풀어졌는데 사찰의 경우는 대개 법왕사(法王寺)에서 행하여졌다. 팔관회가 법왕사에서 행하여진 것은 팔관회법회의 중요성과 아울러 법왕사의 지위에 연유한 것이다. 즉, 고려 태조 왕건이 즉위하여 제일 먼저 창건한 사찰이 법왕사였으며, 그는 또 국가를 진호하고 호국하는 길은 팔관회를 잘 모시는 것이라고 훈요십조에 못박았던 것이다.
그 외에도 고려에서 팔관회를 중히 여긴 것은 지리풍수도참 내지 오행사상에 기원하는데, 동방은 목위(木位)요, 목위의 색은 청이며, 이것을 수로 돌리면 8이 된다고 하였다. 이 "8수의 사상"은 이미 있었던 팔관회의 8이라는 수에 관심을 기울이게 하였다. 이러한 8수사상은 인종때 묘청(妙淸)이 팔성당(八聖堂)을 설치한 것을 보면 알 수 있다. 여기의 8성은 국내 명산을 뽑아 8산이라 하고 그 8산에 살고 있는 선불(仙佛)이 나라를 비보(裨補)하여 준다고 강조한 팔관회의 방계적인 발전을 보인 것이다.
한편 팔관회는 비록 국가를 위한 법회의식이긴 하였지만 국가의 경제를 피폐하게 하여 한동안 중지되기도 하였다.
팔관회의 거행을 위한 행정적 조치도 마련되어 있었는데, 즉 팔관보(八關寶)가 그것이다. 팔관보는 《고려사백관지(高麗史百官志)》·《제사도감각색(諸司都監各色)》에 보이는데 팔관회 운용에 관한 재정을 담당하는 관직이 아니었던가 생각된다. 팔관보와 아울러 팔관회에 관한 관직 또는 관아로서 팔관사(八關司)를 두었다. 이처럼 고려의 팔관회는 국가비보를 위한 호국법회였다.

### 연등회·팔관회·백희
고려의 사회에는 시민들을 위한 고정된 오락장은 없었으나 그 대신 국가 명절과 각종 불교행사가 행하여져서 음악 · 가무 · 백희(百戱) 등으로 제불(諸佛)과 천지신명(天地神明)을 즐겁게 하였고, 그로써 국가와 왕실의 태평을 빌었다. 또 이러한 국가적 행사를 통해 군신(君臣)이 동락(同樂)하고 일반 백성까지 즐겼다.
고려에는 아홉 가지 명절, 즉 원정(元正) · 상원(上元) · 한식(寒食) · 상사(上巳) · 단오(端午) · 추석(秋夕) · 중구(重九) · 동지(冬至) · 팔관(八關) 등이 있었는데, 그 중 가장 성대한 행사가 상원(上元)에 행하던 연등회(燃燈會:나중에는 2월 연등으로 되었음)와 중동(仲冬)에 행하던 팔관회(八關會)였다.
연등회는 불사(佛事)에 관한 것이며, 팔관회는 토속신(土俗神)을 위한 것으로, 그 대상은 달랐으나 의식절차에 있어서는 양자가 동일했다. 고려 태조(太祖)는 신라의 유풍인 팔관회(八關會)를 부활시키고, 선풍(仙風)인 팔관회와 사불(事佛)하는 연등회(燃燈會)를 분명히 구별했다. 그 후 유교주의(儒敎主義)를 택한 성종(成宗)은 이를 폐지하였으나 현종(顯宗) 때에 회복되어 13세기 말 쇠퇴할 때까지 계속되었다.
전후 300년을 내려오는 동안 의식(儀式)의 내용이 변모하여 신라 팔관회의 유풍이던 의식의 중심으로서의 국선(國仙)이 없어지고, 세속인인 양반과 가산이 넉넉한 자로 하여금 대행시켜, 종교적인 제례에서 속인의 백희(百戱)를 수반하는 의식으로 변모하면서 차차 세속화하여 갔다. 백희(百戱)란 죽방울놀리기 · 장대타기 · 줄타기 · 땅재주 · 사발돌리기 · 광대탈 · 꼭두각시놀음 등 신라 때의 가무백희 · 5기(五伎) 등의 전승이라 볼 수 있는 놀이들인데, 채붕(綵棚)이라 불리는 오색비단 장막을 늘인 다락 위에서 연희되었으며, 팔관회와 연등회(燃燈會) 등 국가적인 경사 때에 상연되었다.

## 같이 보기
- 연등회
- 추수감사절

## 참고 문헌
- 이 문서에는 다음커뮤니케이션(현 카카오)에서 GFDL 또는 CC-SA 라이선스로 배포한 글로벌 세계대백과사전의 내용을 기초로 작성된 글이 포함되어 있습니다.